# Moretum
Il Moretum è un tipo di formaggio di erbe spalmabile che gli antichi Romani mangiavano con il pane. Un tipico moretum era fatto con erbe, formaggio fresco, sale, olio d'oliva ed aceto. Opzionalmente, si potevano aggiungere diversi tipi di noci. Il composto veniva pestato in un mortaio, il cui nome deriva proprio dal latino moretarium (ovvero attrezzo per fabbricare il moretum).

## Ricetta
Una ricetta si può trovare nell'omonimo poema della Appendix Vergiliana. Nel De Re Rustica di Columella, nel Libro XII, si trovano ulteriori ricette di moretum. La variante con i pinoli è molto simile all'odierno pesto alla genovese.